# Ренес, Лоуренс
Лоуренс Ренес (англ. Lawrence Renes; род. 1970) — нидерландский дирижёр.
Учился в Амстердамской консерватории по классу скрипки и в Гаагской консерватории как дирижёр. Дебютировал за дирижёрским пультом в 1993 г., а первую известность получил в 1995-м, заменив Рикардо Шайи на концерте Королевского оркестра Концертгебау, включавшем произведения Бартока и Рихарда Штрауса. Уже во второй половине 1990-х Ренес успел выступить со всеми ведущими оркестрами Нидерландов, а затем и с рядом значительных коллективов других стран. В 1998—2003 гг. Лоуренс Ренес возглавлял Арнемский филармонический оркестр, добившись признания исполнением масштабных симфонических полотен Брукнера и Малера. С 2003 г. Ренес является бременским генеральмузикдиректором, возглавляя Бременскую оперу и Бременский филармонический оркестр. С 2012 — музыкальный руководитель и главный дирижёр Шведской королевской оперы.